# リピッシュ P.13a
リピッシュ P.13a
USA軍事航空博物館展示の複製機体
- 用途：研究機
- 分類：ラムジェット機
- 設計者：アレクサンダー・リピッシュ
- 製造者：
- 生産数：1機
- 運用状況：試作・実機製作に至らず

リピッシュ P.13aは、1944年後半、ナチス・ドイツのためにアレクサンダー・リピッシュ博士が設計した、ラムジェット駆動のデルタウィング迎撃機である。本機は設計段階を出て実機の製作に入ることは決してなかったものの、DVL高速風洞で風洞模型が試験され、この設計にはマッハ2.6の領域でも非凡な安定性のあることが示された。

## 設計及び開発

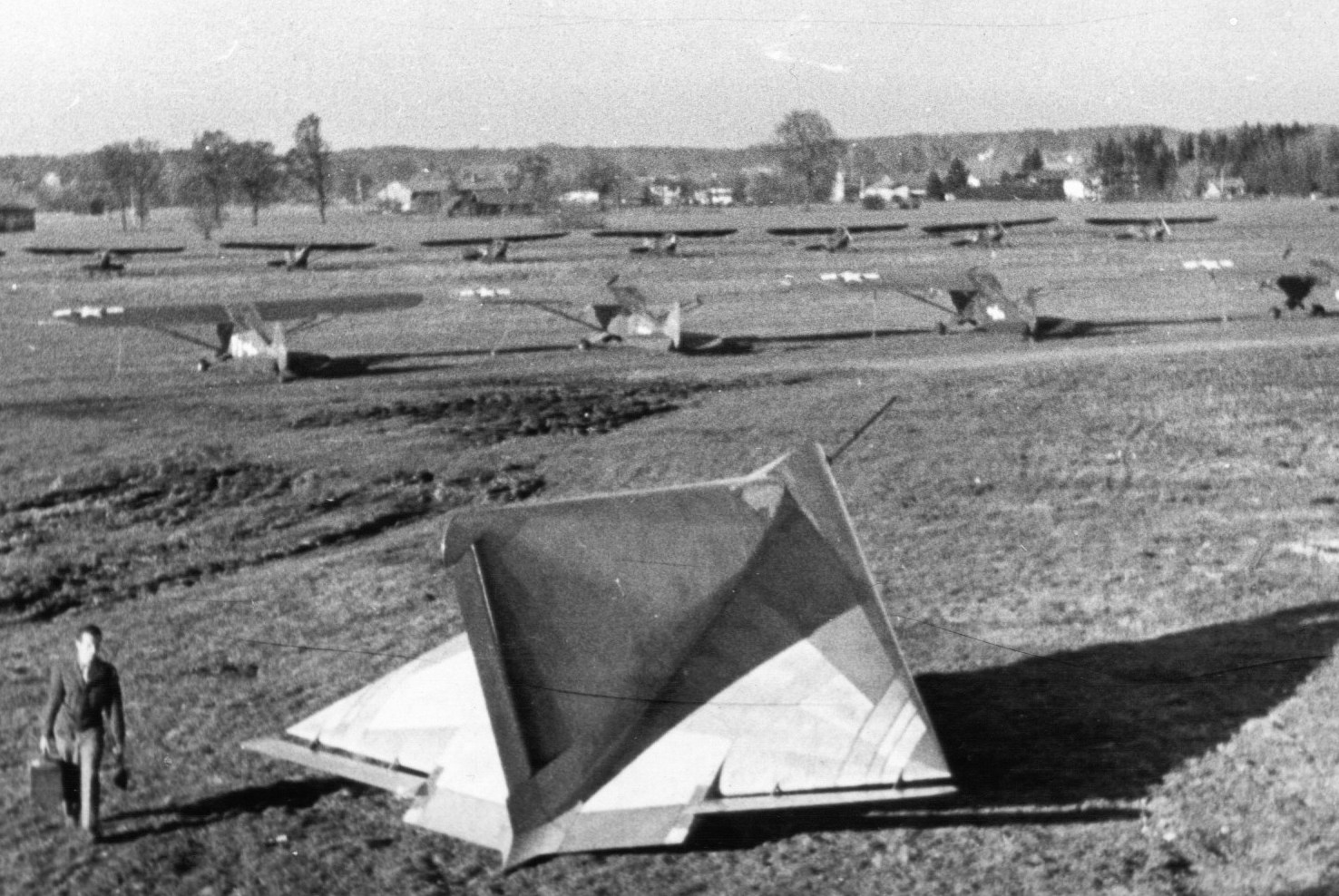
デルタ翼滑空試験機 DM1

1944年の後期の段階で従来の燃料は絶対的に不足しており、リピッシュはP.13aを石炭で駆動するよう提示した。当初、本機は機首エアーインテイク直後に搭載されたワイヤー編みのバスケットに石炭を固定し、これを気流内にわずかに突き出した上でガスバーナーにより点火した。ラムジェットと石炭バスケットの風洞試験の結果、より効率的な燃焼を与えるため、これらは合併されるよう変更が行われた。
石炭は不規則な固形の代わりに小さな粒体の形をとり、これは制御されたより良い燃焼を生み出すものであった。またバスケットはメッシュ製ドラムへと変更され、これは垂直の軸を中心として毎分60回転した。RATOもしくは牽引を使用して、一度P.13aが運用速度である約320km/hに到達したならば、ガスを充填したタンクから炎を噴出し、バスケット内へ点火することができた。
ラムジェットを通過する空気は、後方へ向かって燃焼する石炭からの熱気を取り込む。また、別に分離して設けられたインテイクからはクリーンな空気が取り込まれ、これがもたらす高い圧力により、気流と石炭が混合される。この結果、混合ガスはさらにエンジン後方のノズルへと導かれて通過し、推力を与える。戦争が終了する前に、フィエンナで設計班によりバーナー1基とドラムが製造され、試験で成功を収めた。
どのような兵装がP.13aにより携行されたかは知られていない。MK 103 機関砲はこのような小型の航空機には大きく重すぎたであろうことから、本機の兵装は1、2挺程度の大口径機関砲が採用可能だったと推測される。
第二次世界大戦終結時、試作であるリピッシュ DM-1試験用グライダーでさえも、アメリカ軍部隊により接収された時点で製作を完了していなかった。リピッシュの開発チームに本機を完成させるよう命令が下され、それから本機は試験飛行を行うために、船によりアメリカへと輸送された。報告では、試験の結果は非常に希望の持てるものであり、経験から学んだことは、NASAの1950年代の航空機研究へ取り入れられた。
記録フィルムが存在し、これはP.13aをスケールダウンした機体の滑空試験の模様を示している。これらの試験は1944年5月にフィエンナ近郊のシュピッツァーベルクで開始された。
戦後、リピッシュはアメリカの航空機製造会社であるコンベア社で勤務し、彼の設計を基としてXF-92の開発と試験を行い、最終的にF-102 デルタダガーとF-106 デルタダートの採用へと導いた。

## 派生型
- アカフリーク ダルムシュタット/アカフリーク ミュンヘン DM.1 - AKA リピッシュ DM.1（リピッシュ P.13aを提案した際の、風洞試験用グライダーバージョン。）

## 主要諸元(データはP.13aの設計値)
- 乗員= 1名
- 全長= 6.70 m
- 全幅= 6.00 m
- 全高= 3.25 m
- 主翼面積= 20.0 m2
- 全備重量= 2,295 kg
- エンジン（ジェット）= クロナッハ ローリン
- ジェットエンジンの型式= 石炭燃焼式ラムジェット
- エンジン数= 1基
- 最大速度= 1,650 km/h
- 航続距離= 1,000 km
- 翼面荷重=115 kg/平方m